# Лифу (коммуна)
Лифу́ (фр. Lifou, дреху Drehu) — крупнейшая коммуна и административный центр новокаледонской провинции Луайоте, расположенная на одноимённом острове.

## География
Коммуна занимает всю территорию островов Лифу и Тига и несколько небольших необитаемых островов, расположенных вокруг них. Территория главного острова разделена на три округа: Ветр, Гаича и Лосси. Округа, в свою очередь, подразделяются на деревни, традиционно называемые «племенами» фр. tribu). Менее крупный остров Тига, где проживает около 150 человек, относится к округу Лосси наряду с пятнадцатью поселениями на острове Лифу. Центр коммуны и всей провинции — поселение Ве — расположено в центральной части острова на восточном берегу. Расстояние по прямой до столицы Новой Каледонии города Нумеа составляет около 175 километров.

## Население
В 2019 году на территории коммуны проживало 9195 человек, абсолютное большинство из них — на главном острове Лифу. Более 95 % жителей составляют канаки — коренное население Новой Каледонии, представленно здесь впервую очередь народом дреху, говорящем помимо французского языка на языке дреху.
Этнический состав
| Этничность           | Процент |
| -------------------- | ------- |
| Канаки               | 95,4%   |
| Европейцы            | 3,2%    |
| Метисы               | 0,8%    |
| Уоллисцы и футунанцы | 0,1%    |
| Азиаты               | 0,1%    |
| Таитяне              | 0,1%    |
| Ни-вануату           | 0,1%    |
| Другая               | 0,2%    |
| Всего                | 100%    |